# Dmitrij Fëdorovič Trepov
Dmitrij Fëdorovič Trepov (in russo Дмитрий Фёдорович Трепов?; 1855 – 1906) è stato un politico e generale russo, figlio del generale pietroburghese Fëdor Fëdorovič Trepov.